# Reichsstraße 145
Die Reichsstraße 145 (R 145) war bis 1945 eine Staatsstraße des Deutschen Reichs, die teilweise auf sudetendeutschem und auf 1939 annektiertem tschechischem Gebiet lag. Sie verlief, in Cosel (jetzt Kędzierzyn-Koźle) an der Reichsstraße 115 (heute Droga krajowa 40) beginnend, auf der Trasse der heutigen Droga krajowa 38 über Głubczyce (Leobschütz), wo die Reichsstraße 146 gekreuzt wurde, Krnov (Jägerndorf), weiter auf der Trasse der heutigen tschechischen Silnice I/57 nach Opava (Troppau) (mit nochmaliger Kreuzung der Reichsstraße 146) und von dort auf Trasse der heutigen tschechischen Silnice I/11 nach Ostrava (Mährisch-Ostrau), wo sie auf die Reichsstraße 118 traf. Von dort nahm sie ihre Fortsetzung über Český Těšín (Teschen) und führte weiter über Jablunkov bis zur slowakischen Grenze vor der Stadt Čadca.
Ihre Gesamtlänge betrug rund 170 Kilometer, davon rund 41 Kilometer auf Reichsgebiet bis 1937.